# Трате
Трате (словен. Trate) — поселення в общині Шентиль, Подравський регіон‎, Словенія.